# Selección de baloncesto de China Taipéi
La selección de baloncesto de China Taipéi es el equipo formado por jugadores de nacionalidad taiwanesa que representa a la Asociación de Baloncesto de China Taipéi en las competiciones internacionales organizadas por la Federación Internacional de Baloncesto (FIBA) o el Comité Olímpico Internacional (COI): los Juegos Olímpicos, la Copa Mundial de Baloncesto y el Campeonato FIBA Asia.
El equipo era conocido como Formosa antes de la implementación de la Resolución de Nagoya en 1981.
Liderado por el líder del equipo, Yi Kuo-juei, el cuarto puesto de China Taipéi en el Campeonato Mundial FIBA de 1959 es el segundo mejor resultado de un equipo asiático en el Campeonato Mundial, sólo detrás del tercer puesto de Filipinas en el Campeonato Mundial FIBA de 1954.

## Historial

### Copa Mundial
Resultado General: 35.º puesto
| Copa Mundial de Baloncesto |
| --- |
| - 1950: No calificó - 1954: 5° Lugar - 1959: 4° Lugar - 1963: No calificó - 1967: No calificó - 1970: No calificó - 1974: No calificó - 1978: No calificó - 1982: No calificó - 1986: No calificó - 1990: No calificó - 1994: No calificó - 1998: No calificó - 2002: No calificó - 2006: No calificó - 2010: No calificó - 2014: No calificó - 2019: No calificó - 2023: No calificó - 2027: TBD |

### Juegos Olímpicos
| Baloncesto en los Juegos Olímpicos |
| --- |
| - Berlín 1936: 15° Lugar - Londres 1948: 18° Lugar - Helsinki 1952: No calificó - Melbourne 1956: 11° Lugar - Roma 1960: No calificó - Tokio 1964: No calificó - México 1968: No calificó - Múnich 1972: No calificó - Montreal 1976: No calificó - Moscú 1980: No calificó - Los Ángeles 1984: No calificó - Seúl 1988: No calificó - Barcelona 1992: No calificó - Atlanta 1996: No calificó - Sídney 2000: No calificó - Atenas 2004: No calificó - Pekín 2008: No calificó - Londres 2012: No calificó - Río 2016: No calificó - Tokio 2020: No calificó - París 2024: No calificó |

### Campeonato FIBA Asia
| Campeonato FIBA Asia | Campeonato FIBA Asia | Campeonato FIBA Asia | Campeonato FIBA Asia | Campeonato FIBA Asia | Campeonato FIBA Asia |
| -------------------- | -------------------- | -------------------- | -------------------- | -------------------- | -------------------- |
| - 1960:              |                      | - 1983: No calificó  |                      | - 2005: 9° Lugar     |                      |
| - 1963:              |                      | - 1985: 6° Lugar     |                      | - 2007: 6° Lugar     |                      |
| - 1965: 5° Lugar     |                      | - 1987: 5° Lugar     |                      | - 2009: 5° Lugar     |                      |
| - 1967: 5° Lugar     |                      | - 1989:              |                      | - 2011: 8° Lugar     |                      |
| - 1969: 4° Lugar     |                      | - 1991: 4° Lugar     |                      | - 2013: 4° Lugar     |                      |
| - 1971: 4° Lugar     |                      | - 1993: 5° Lugar     |                      | - 2015: 13° Lugar    |                      |
| - 1973:              |                      | - 1995: 4° Lugar     |                      | - 2017: 12° Lugar    |                      |
| - 1975: No calificó  |                      | - 1997: 6° Lugar     |                      | - 2022: 10° Lugar    |                      |
| - 1977: No calificó  |                      | - 1999: 4° Lugar     |                      | - 2025: ?            |                      |
| - 1979: No calificó  |                      | - 2001: 7° Lugar     |                      |                      |                      |
| - 1981: No calificó  |                      | - 2003: 11° Lugar    |                      |                      |                      |

## Palmarés
- Campeonato FIBA Asia:
  -  Subcampeón (2): 1960, 1963
  -  Tercer lugar (2): 1973, 1989

- Juegos Asiáticos:
  -  Subcampeón (2): 1954, 1958

- Copa William Jones:
  -   Campeón (1): 2001, 2004